# Mérő Tibor
Mérő Tibor, születési és 1918-ig használt nevén Mikenbrun Tibor (Budapest, Terézváros, 1908. december 8. – 2001) gépészmérnök.

## Élete
Mikenbrun Hirsch (1867–1950) papírkereskedő, magánhivatalnok és Mechlovits Regina (1869–1936) fiaként született zsidó családban. Apja a galíciai Lipnik községből, anyja Budapestről származott. Apja előző házasságából született testvére Mérő Lipót (1900–?) volt, aki 1921-ben kivándorolt az Amerikai Egyesült Államokba. Nővére Mérő Gizella (1904–1944/1945), férjezett Sebők Istvánné.
A Budapest VI. kerületi Magyar Királyi Állami Kemény Zsigmond Reáliskolában 1926-ban jeles eredménnyel érettségizett. Az 1920-as években a Fodor Zeneiskolában zongorázni tanult. A Brünni Műszaki Egyetemen gépészmérnöki oklevelet szerzett, majd 1933-tól a csepeli Neményi Testvérek Papírgyárában kezdett el dolgozni. A második világháborút követően a Budafoki Papírgyár főmérnöke lett. 1951 és 1970 év között a Papíripari Kutató Intézet osztályvezetőjeként fejtett ki kutató és egyben nevelő tevékenységet. 1957-től 1992-ig részt vett a Papíripar című szaklap szerkesztésében, a Műszaki Szemle című rovatot szerkesztette.  
A Papír- és Nyomdaipari Műszaki Egyesület alapító és vezetőségi tagja volt.

## Művei
- A rostkapcsolódás természete és mértéke. Budapest, 1955
- A papír reológiája. Budapest, 1955
- A szalmacellulóz felhasználása a papíriparban. Vámos Györggyel. Budapest, 1961
- Rövidrostú nyersanyagok vizsgálata: nedves rostrétegek papírgépi viselkedésének vizsgálata. Budapest, 1961

## Díjai, elismerései
- Szocialista Munkáért Érdemérem
- Földi László-díj (1987)